# Elezioni federali in Jugoslavia del 2000
Le elezioni federali in Jugoslavia del 2000 per l'Assemblea Federale della Repubblica Federale di Jugoslavia si sono tenute il 24 settembre.
Nonostante il governo montenegrino le boicottò, le elezioni decretarono la sconfitta di Slobodan Milošević con la conseguente vittoria dell'Opposizione Democratica Serba che formò il governo federale col Partito Popolare Socialista del Montenegro.

## Risultati

### Camera dei cittadini
| Liste                                                        | Voti      | %     | Seggi |
| ------------------------------------------------------------ | --------- | ----- | ----- |
| Opposizione Democratica di Serbia                            | 2.040.646 | 41,77 | 58    |
| Coalizione Partito Socialista di Serbia - Sinistra Jugoslava | 1.532.841 | 31,38 | 44    |
| Partito Popolare Socialista del Montenegro                   | 104.198   | 2,13  | 28    |
| Partito Radicale Serbo                                       | 406.196   | 8,31  | 5     |
| Partito Popolare Serbo                                       | 8.048     | 0,16  | 2     |
| Alleanza degli Ungheresi di Voivodina                        | 46.768    | 0,96  | 1     |
| Altri                                                        | 508.489   | 10,41 | 0     |
| Non validi                                                   | 228.151   |       |       |
| Totale                                                       | 4.885.337 |       | 138   |

### Camera delle Repubbliche
| Liste                                                        | Voti      | %     | Seggi |
| ------------------------------------------------------------ | --------- | ----- | ----- |
| Partito Popolare Socialista del Montenegro                   | 103.425   | 2,12  | 19    |
| Opposizione Democratica di Serbia                            | 2.092.799 | 42,84 | 10    |
| Coalizione Partito Socialista di Serbia - Sinistra Jugoslava | 1.479.583 | 30,29 | 7     |
| Partito Radicale Serbo                                       | 472.820   | 9,68  | 2     |
| Partito Popolare Serbo                                       | 9.494     | 0,20  | 1     |
| Movimento del Rinnovamento Serbo                             | 281.153   | 5,76  | 1     |
| Altri                                                        | 226.929   | 4,65  | 0     |
| Non validi                                                   | 228.151   |       |       |
| Totale                                                       | 4.885.337 |       | 40    |